# Aili Kangas
Aili Kangas, född 25 februari 1924 i Kiruna, Jukkasjärvi församling, död där 31 oktober 2000, var en svensk målare.
Efter studier vid Signe Barths målarskola 1950–1952 utbildade sig Kangas på Konstakademien i Stockholm 1952–1957, varefter hon återvände till hembygden och bosatte sig i Kiruna. Hon verkade i en intimistisk tradition och målade främst stilleben, gärna i akvarell. Kangas ställde ut i Stockholm redan 1959 på Lilla Paviljongen men även senare bland annat Hos Petra och på Galleri Max i Stockholm 1983. Hon hade även en rad utställningar utomlands. År 1999 deltog hon i en samlingsutställning på Norrbottens museum och 2014 i en postum separatutställning i Kiruna. 1963 köpte Moderna museet in Kangas verk "Trä och näver", men hon är även representerad i Gustaf VI Adolfs samlingar.